# Docaposte
 (août 2025).
Docaposte, société de la branche numérique du groupe  La Poste, est une entreprise créée en 2007 qui vend des produits pour gérer les échanges professionnels de documents.

## Historique
L'histoire de Docapost commence en 2007 avec le regroupement d'Aspheria, Orsid, Maileva, Seres, Certinomis, Selisa, ISC Ingénierie Solutions Courrier (qui deviendra Docapost Conseil en 2010), SF7, Synaxio et Dynapost. Docaposte intègre ensuite en 2008 les sociétés Extelia et Edixis et devient l'actionnaire majoritaire de Sefas Innovation.
Les acquisitions continuent avec en 2009 Bretagne Routage, Bretagne Print Services et de la Vosgienne Industrielle de Mailing.
En janvier 2019, Docapost devient Docaposte. La firme se crée alors une nouvelle identité qui reprend les codes graphiques de La Poste (l'alphabet La Poste, le bleu numérique)[source secondaire souhaitée]. Fin décembre 2019, Docaposte acquiert le groupe informatique Softeam (150 millions d'euros de chiffre d'affaires et 1 400 collaborateurs) pour une opération qui augmente de 25 % son chiffre d'affaires.
En 2020 et après plusieurs mois de négociations, Docaposte a procédé à l'acquisition de CDC Arkhinéo, filiale de la Caisse des Dépôts spécialisée dans l’archivage à vocation probatoire des données numériques. À peine un mois après avoir procédé à ce rachat, Docaposte annonce une prise de participation majoritaire dans le capital de l'éditeur français AR24 spécialisé dans les solutions de lettres recommandées électroniques. En décembre 2020, la société fait l'acquisition d'Index Éducation, l'entreprise qui édite le logiciel Pronote,.
En juin 2021, Docaposte s'associe avec AstraZeneca et Impact Healthcare pour créer Agoria Santé, un consortium d'analyse de données de santé en temps réel.
En 2022, Docaposte rachète les activités de signature numérique et de coffre-fort électronique d'Idemia ainsi que du bureau d'étude Heva spécialisé dans l'analyse des données de santé.
En 2023, Docaposte fait l'acquisition du cabinet d’experts en cybersécurité Thiqa.

## Activités
Docaposte est une société de services en ingénierie informatique et traitement de documents : numérisation de documents pour archivage électronique ou diffusion électronique, édition et mise sous pli (éditique industrielle), archivage électronique, vidéo-codage.
Initialement constituée au sein de la branche courrier, la société Docaposte est rattachée depuis 2014 à la branche numérique du Groupe La Poste à la suite de la réorganisation de ce groupe par Philippe Wahl.
Docaposte intervient dans la gestion des ressources humaines et les études de représentativité syndicale, dans le domaine de la santé, ayant été retenue dernièrement comme hébergeur pour le Dossier pharmaceutique,, dans la gestion automatique des contraventions, vidéo-codage, traitement des courriers, envois des amendes.
La société intervient également sur l'organisation des votes de toutes dimensions.
Elle est aussi chargée de l'exploitation et du développement du site maprimrenov, ainsi que du traitement des dossiers, lequel fait l'objet de critiques quand à son organisation .

## Filiales
Le groupe Docaposte rassemble les différentes sociétés acquises en plusieurs filiales : Docaposte BPO (relation client, Back-Office), Docaposte DPS (édition et gestion de documents, externalisation, archivage numérique, éditique, marketing), Docaposte EBS (logiciels), Docaposte Conseil (gestion des flux d’informations), Maileva (courrier pro et solutions de dématérialisation), Softeam (conseils en transformation digitale), Thiqa (conseils en cybersécurité), Heva (analyse des données de santé), Maincare (éditeur de logiciels),  Weliom (accompagnement des acteurs de la santé dans leur transformation numérique).

## Identités visuelles

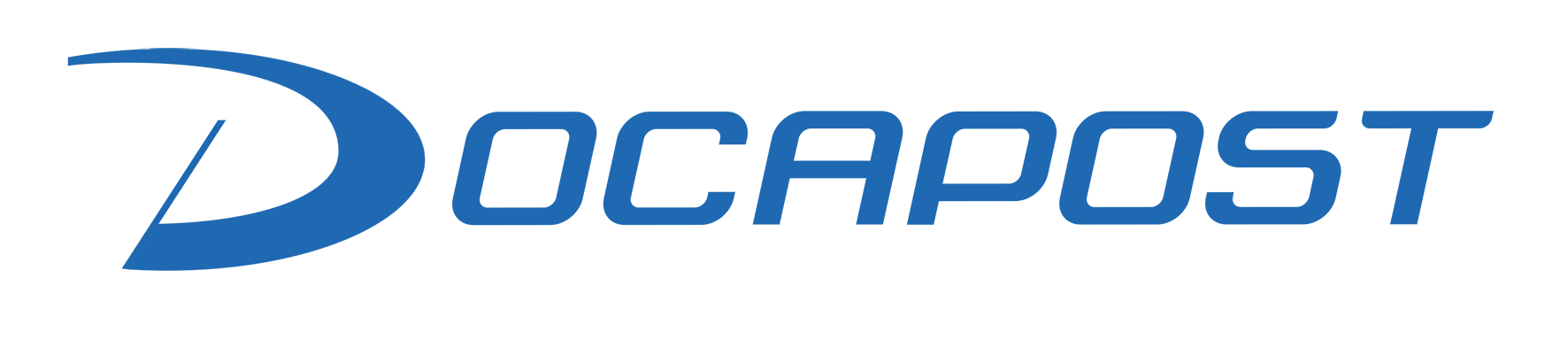
Logo de Docapost de 2007 à 2018.
Logo actuel de Docaptoste depuis janvier 2019